# Inguza predemersus
Inguza predemersus (Simpson, 1971) è una specie di pinguino ormai estinta, i cui resti fossili, risalenti al tardo Pliocene, sono stati ritrovati in stratificazioni del Sudafrica. 